# Varanus jobiensis
Varanus jobiensis là một loài thằn lằn trong họ Varanidae. Loài này được Ahl mô tả khoa học đầu tiên năm 1932.

## Hình ảnh

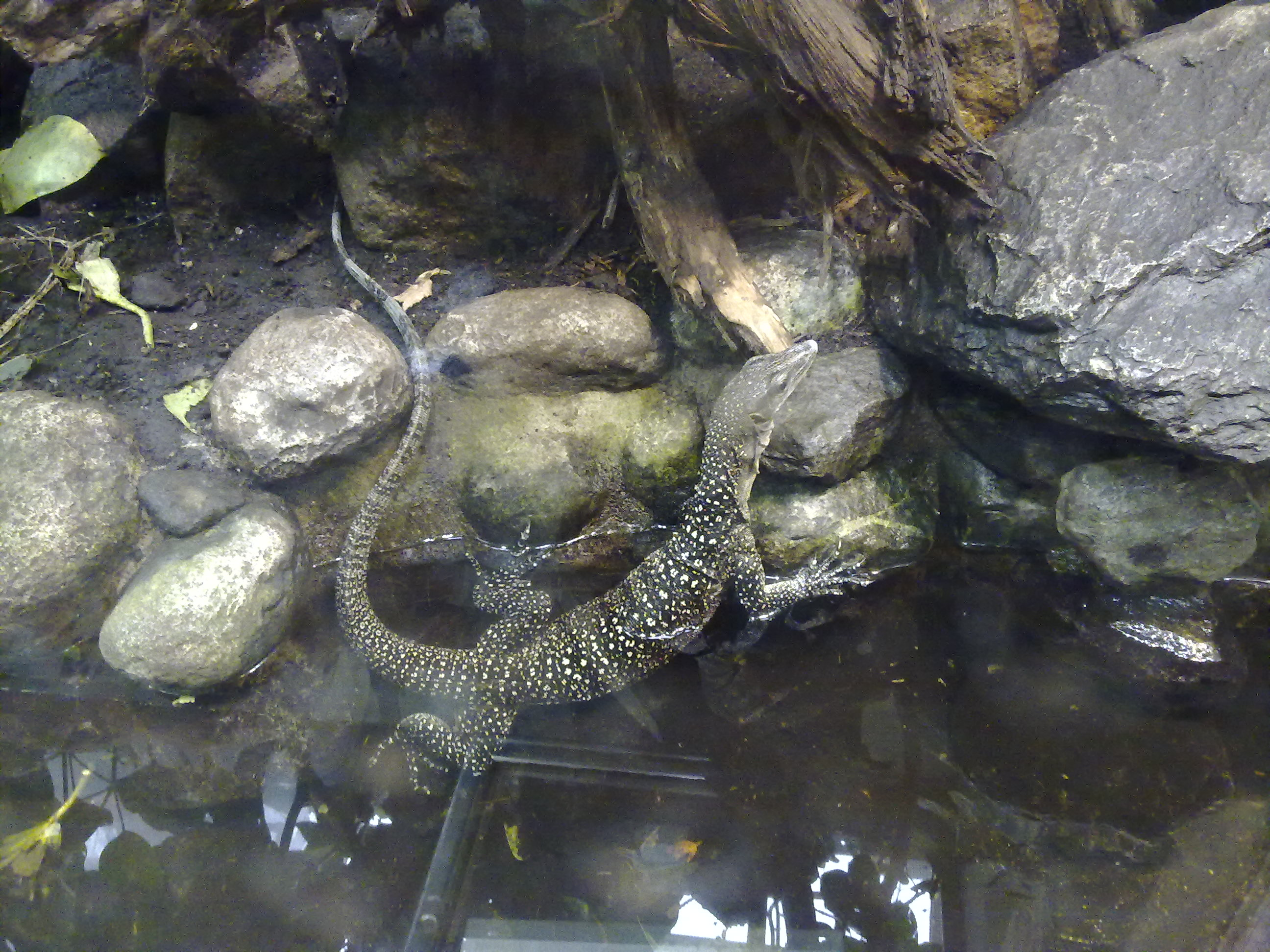
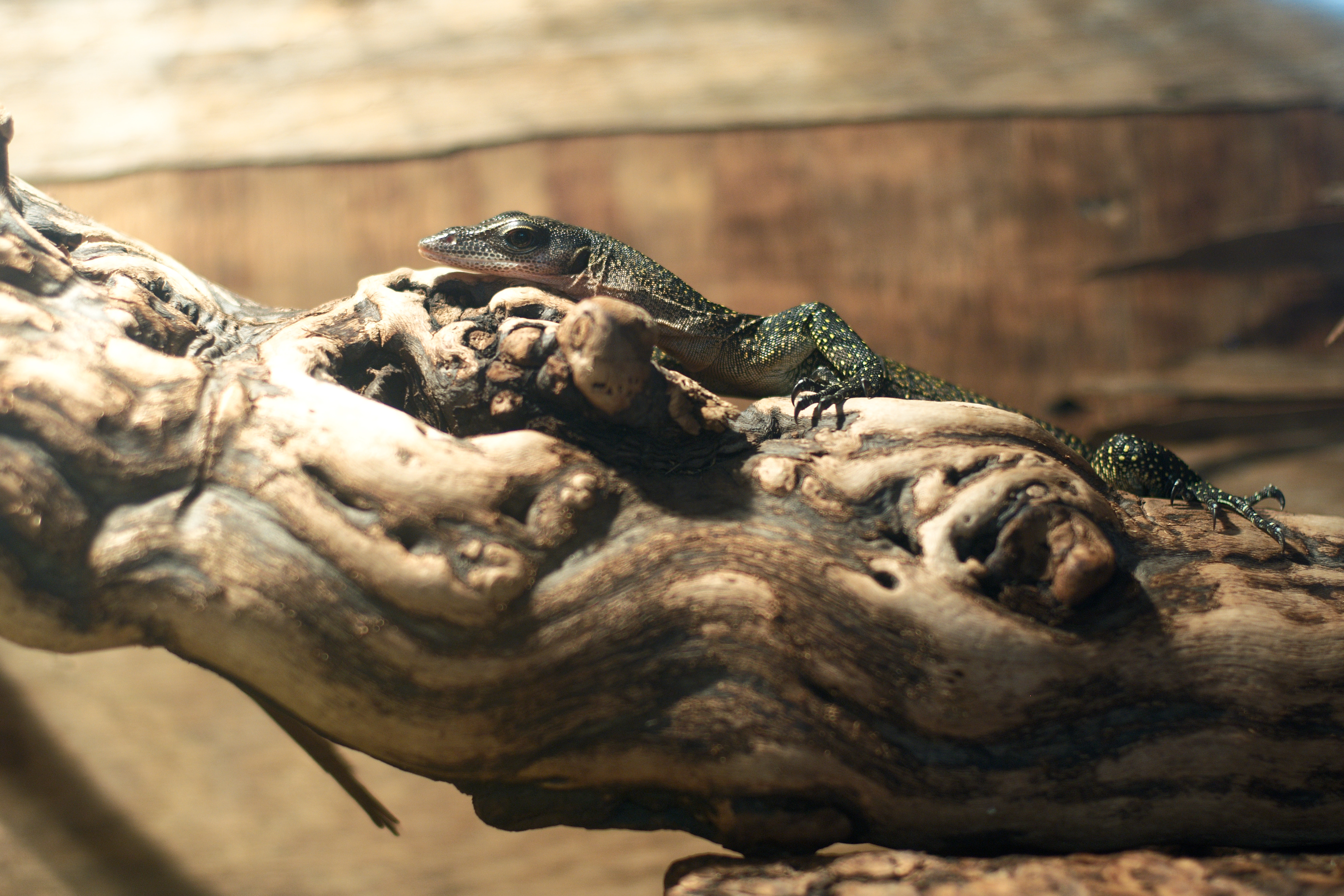